# 宝昌镇
宝昌镇，是中华人民共和国内蒙古自治区锡林郭勒盟太仆寺旗下辖的一个乡镇级行政单位。

## 行政区划
宝昌镇下辖以下地区：
建兴社区、太平社区、东郊社区、新华社区、国防社区、南郊社区、西郊社区、北郊社区、菜园村、东明村、西坡村、宏大村、城北村、大山沟村、黄土坑村、东红村、小边墙村、宏胜村、保胜村、地房子村、五福村、友谊村、向阳村、团结村、五井村、胜利村、复兴村、曙光村和繁茂村。